# Silvio Rudman
Silvio Gabriel Rudman (Capital Federal, Argentina 3 de mayo de 1969) es un entrenador y exfutbolista argentino que se desempeña como director técnico de la 4ª división de Boca Juniors. Su carrera se desarrolló en países como Japón, Estados Unidos, Italia, México, Honduras, Guatemala y Bolivia, además de Argentina.

## Trayectoria
Su carrera futbolística se extiende jugando en varios clubes de varios países como Japón, Bolivia, Italia, Estados Unidos, España, Guatemala, El Salvador y México. 
Debutó en 1987 con Argentinos Juniors, estando en el equipo por tres años, tras lo cual pasó a formar parte de Independiente de Avellaneda, donde permaneció por un año. En 1991 viajó a México para incorporarse a Veracruz, aunque solo formó parte del equipo por una temporada, jugando 32 partidos y marcando 13 goles. Viajó a Japón para incorporarse al Yokohama F. Marinos y luego volvió a México, esta vez militando para el Atlas de Guadalajara. En 1994 regresó a su país fugazmente para jugar un torneo con Boca Juniors, pero ya para 1994 estaba de vuelta en México, donde fichó para Toros Neza hasta marchar a Italia en la que sería su primera experiencia en Europa con el Calcio Padova. Luego fue traspasado al Columbus Crew de Estados Unidos y de vuelta al Veracruz.
En 1989 retorna al continente europeo con destino a España para irse con el Elche CF de la Segunda División de España, tras lo cual viaja a Centroamérica para jugar con el CD Marathón de la máxima categoría de Honduras.

En el año 2001 regresa a su país para jugar en El Porvenir, y después en el San José de la liga de Bolivia. Vuelve a México en 2003 para jugar en Chapulineros de Oaxaca, culminando su carrera en el mismo país jugando en Rivera Maya en 2004.

## Clubes

### Como jugador
| Club                      | País           | Año       |
| ------------------------- | -------------- | --------- |
| Argentinos Juniors        | Argentina      | 1987-1990 |
| Independiente             | Argentina      | 1990-1991 |
| Yokohama F. Marinos       | Japón          | 1991-1992 |
| Veracruz                  | México         | 1992-1993 |
| Club Atlas                | México         | 1993      |
| Alvarado de Mar del Plata | Argentina      | 1994      |
| Boca Juniors              | Argentina      | 1994      |
| Toros Neza                | México         | 1995-1996 |
| Calcio Padova             | Italia         | 1996-1997 |
| Columbus Crew             | Estados Unidos | 1997      |
| Veracruz                  | México         | 1997-1998 |
| Elche CF                  | España         | 1998-1999 |
| CD Marathón               | Honduras       | 1999-2000 |
| El Porvenir               | Argentina      | 2001      |
| Deportivo Zacapa          | Guatemala      | 2002      |
| Club San José             | Bolivia        | 2003      |
| Chapulineros de Oaxaca    | México         | 2003      |
| Riviera Maya              | México         | 2004      |

### Como entrenador
| Club                           | País      | Año       |
| ------------------------------ | --------- | --------- |
| Lobos BUAP                     | México    | 2011      |
| Pachuca Sub-20                 | México    | 2013-2014 |
| Alto Rendimiento Tuzo          | México    | 2015-2016 |
| Tlaxcala FC                    | México    | 2016-2017 |
| Monagas SC                     | Venezuela | 2019      |
| Tlaxcala FC                    | México    | 2021      |
| Club Social y Deportivo Sololá | Guatemala | 2022      |
| Boca Juniors Sub-20            | Argentina | 2023      |

## Palmarés

### Como entrenador

#### Campeonatos internacionales
| Título                       | Club                | Sede         | Año  |
| ---------------------------- | ------------------- | ------------ | ---- |
| Copa Libertadores Sub-20     | Boca Juniors Sub-20 | Coquimbo     | 2023 |
| Copa Intercontinental Sub-20 | Boca Juniors Sub-20 | Buenos Aires | 2023 |

Otros campeonatos:
Torneo Juveniles LPF 2023.